# Achievement in World Cinema Award
L’Achievement in World Cinema Award (littéralement « Prix de l'accomplissement dans le cinéma mondial ») est une récompense cinématographique spéciale décernée depuis 1997 par l'Académie européenne du cinéma lors de la cérémonie annuelle des Prix du cinéma européen. Il salue des personnalités du cinéma européen (généralement une seule par année) pour leur contribution au cinéma mondial.

## Récipiendaires

### Années 1990
- 1997 : Miloš Forman •  République tchèque  États-Unis
- 1998 : Stellan Skarsgård pour le rôle de Lewis Tappan dans Amistad •  États-Unis
- 1999 :
  - Antonio Banderas •  Espagne
  - Roman Polanski •  Pologne  France

### Années 2000
- 2000 :
  - Jean Reno –  France
  - Roberto Benigni –  Italie
- 2001 : Ewan McGregor –  Royaume-Uni
- 2002 : Victoria Abril –  Espagne
- 2003 : Carlo Di Palma –  Italie
- 2004 : Liv Ullmann –  Norvège
- 2005 : Maurice Jarre –  France
- 2006 : Jeremy Thomas –  Royaume-Uni
- 2007 : Michael Ballhaus –  Allemagne
- 2008 : Søren Kragh-Jacobsen, Kristian Levring, Lars von Trier et Thomas Vinterberg –  Danemark
- 2009 : Isabelle Huppert –  France

### Années 2010
- 2010 : Gabriel Yared –  France
- 2011 : Mads Mikkelsen –  Danemark
- 2012 : Helen Mirren –  Royaume-Uni
- 2013 : Pedro Almodóvar –  Espagne[1]
- 2014 : Steve McQueen –  Royaume-Uni[2]
- 2015 : Christoph Waltz –  Autriche
- 2016 : Pierce Brosnan –  Irlande/ États-Unis
- 2017 : Julie Delpy –  France
- 2018 : Ralph Fiennes –  Royaume-Uni
- 2019 : Juliette Binoche –  France

### Années 2020
- 2021 : Susanne Bier –  Danemark
- 2022 : Elia Suleiman –  Palestine
- 2023 : Isabel Coixet –  Espagne
- 2024 : Isabella Rossellini –  Italie